# Olga Artesjina
Olga Dmitrievna Artesjina (Russisch: Ольга Дмитриевна Артешина) (Koejbysjev, 27 november 1982) is een Russische basketbalspeelster, die speelde voor het nationale team van Rusland. Ze werd Meester in de sport van Rusland.

## Carrière
Artesjina begon haar carrière bij CSKA Samara in 1997. In 2005 won Artesjina met Samara de EuroLeague Women door in de finale te winnen van Gambrinus Brno uit Tsjechië met 69-66. In 2006 verloor Artesjina de finale om de EuroLeague Women. Weer was Gambrinus de tegenstander en won met 54-68. Artesjina werd drie keer Landskampioen van Rusland in 2004, 2005 en 2006. Ook werd Artesjina met Samara twee keer Bekerwinnaar van Rusland in 2004 en 2006. In 2007 verhuisde de club naar Moskou. De naam werd CSKA Moskou. Met Moskou won Artesjina twee keer de Beker van Rusland in 2007 en 2008. In 2009 ging ze naar UMMC Jekaterinenburg. Met UMMC werd ze negen keer Landskampioen van Rusland in 2010, 2011, 2012, 2013, 2014, 2015, 2016, 2017 en 2018 zes keer won ze de Beker van Rusland in 2010, 2011, 2012, 2013, 2014 en 2017. In 2013 stond Artesjina met UMMC in de finale van de EuroLeague Women. Ze wonnen van Fenerbahçe uit Turkije met 82-56. In 2015 verloren ze de finale om de EuroLeague Women van ZVVZ USK Praag uit Tsjechië met 68-72. In 2016 stond Artesjina weer in de finale van de EuroLeague Women. Ze speelde de finale in Istanboel tegen Nadezjda Orenburg uit Rusland. UMMC won die finale met 72-69. Ook in 2018 haalde Artesjina weer in de finale van de EuroLeague Women. Ze speelde de finale in Sopron tegen Sopron Basket uit Hongarije. UMMC won die finale met 72-53. In 2018 stopte ze met basketballen.
Met het nationale team van Rusland won Artesjina op de Olympische Spelen in 2004 brons en op het Wereldkampioenschap zilver in 2002 en 2006. Ook won ze zilver in 2001 en 2009 en won ze goud in 2003, 2007 en 2011 op de Europese Kampioenschappen. De Olympische Spelen in 2008 moest ze missen vanwege de geboorte van haar dochter.

## Erelijst
- Landskampioen Rusland: 12
  - Winnaar: 2004, 2005, 2006, 2010, 2011, 2012, 2013, 2014, 2015, 2016, 2017, 2018
  - Tweede: 2002, 2003, 2007, 2008
  - Derde: 2009
- Bekerwinnaar Rusland: 10
  - Winnaar: 2004, 2006, 2007, 2008, 2010, 2011, 2012, 2013, 2014, 2017
  - Runner-up: 2005
- EuroLeague Women: 4
  - Winnaar: 2005, 2013, 2016, 2018
  - Runner-up: 2015
- FIBA Europe SuperCup Women: 2
  - Winnaar: 2013, 2016
  - Runner-up: 2015
- Olympische Spelen: 
  - Brons: 2004
- Wereldkampioenschap:
  - Zilver: 2002, 2006
- Europees Kampioenschap: 3
  - Goud: 2003, 2007, 2011
  - Zilver: 2001, 2009